# River Leach
Der River Leach ist ein Wasserlauf in Gloucestershire, England. Er entsteht bei Hampnett und fließt in südöstlicher Richtung zunächst durch Northleach. Danach wendet sich sein Lauf in einer vorwiegend südlichen Richtung. Er mündet östlich von Lechlade am St John’s Lock in die Themse.